# 황사

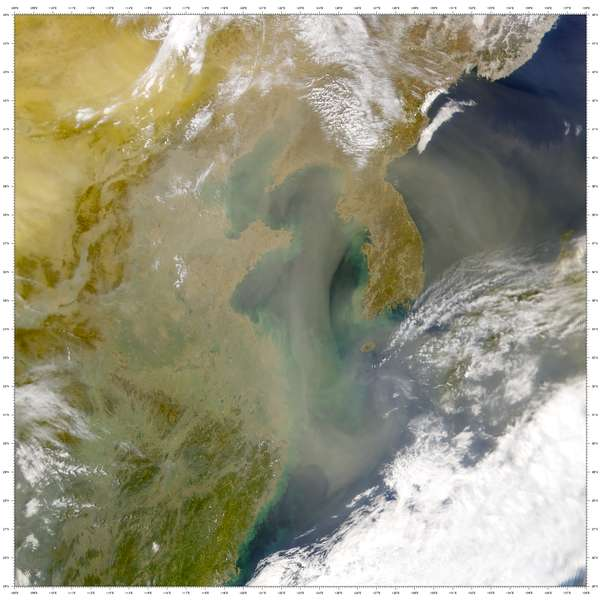
황해와 동해를 뒤덮은 황사. (2001년 3월 21일)

황사(黃沙/黃砂, 영어: yellow dust, yellow sand, yellow wind, China dust storms, Asian dust)는 주로 봄철에 중국이나 몽골의 사막에 있는 모래와 먼지가 상승하여 편서풍을 타고 멀리 날아가 서서히 가라앉는 현상을 말한다. 토우(土雨), 흙비라고도 한다. 아시아 대륙에서는 중국과 대한민국, 일본 순으로 봄철에 황사의 피해를 가장 많이 입고 있는데, 그 발생 기간이 길어지고 오염물질이 포함되는 등, 매년 심해지는 추세이다. 황사는 아프리카 대륙 북부의 사하라 사막에서도 발생한다.
황사는 그 속에 섞여 있는 석회 등의 알칼리성 성분이 산성비를 중화함으로써 토양과 호수의 산성화를 방지하고, 식물과 바다의 플랑크톤에 유기염류를 제공하는 등의 장점이 있지만, 인체의 건강이나 농업을 비롯한 여러 산업 분야에서 피해를 끼쳐 황사 방지를 위한 범국가적 대책이 요구되고 있다.

## 원인

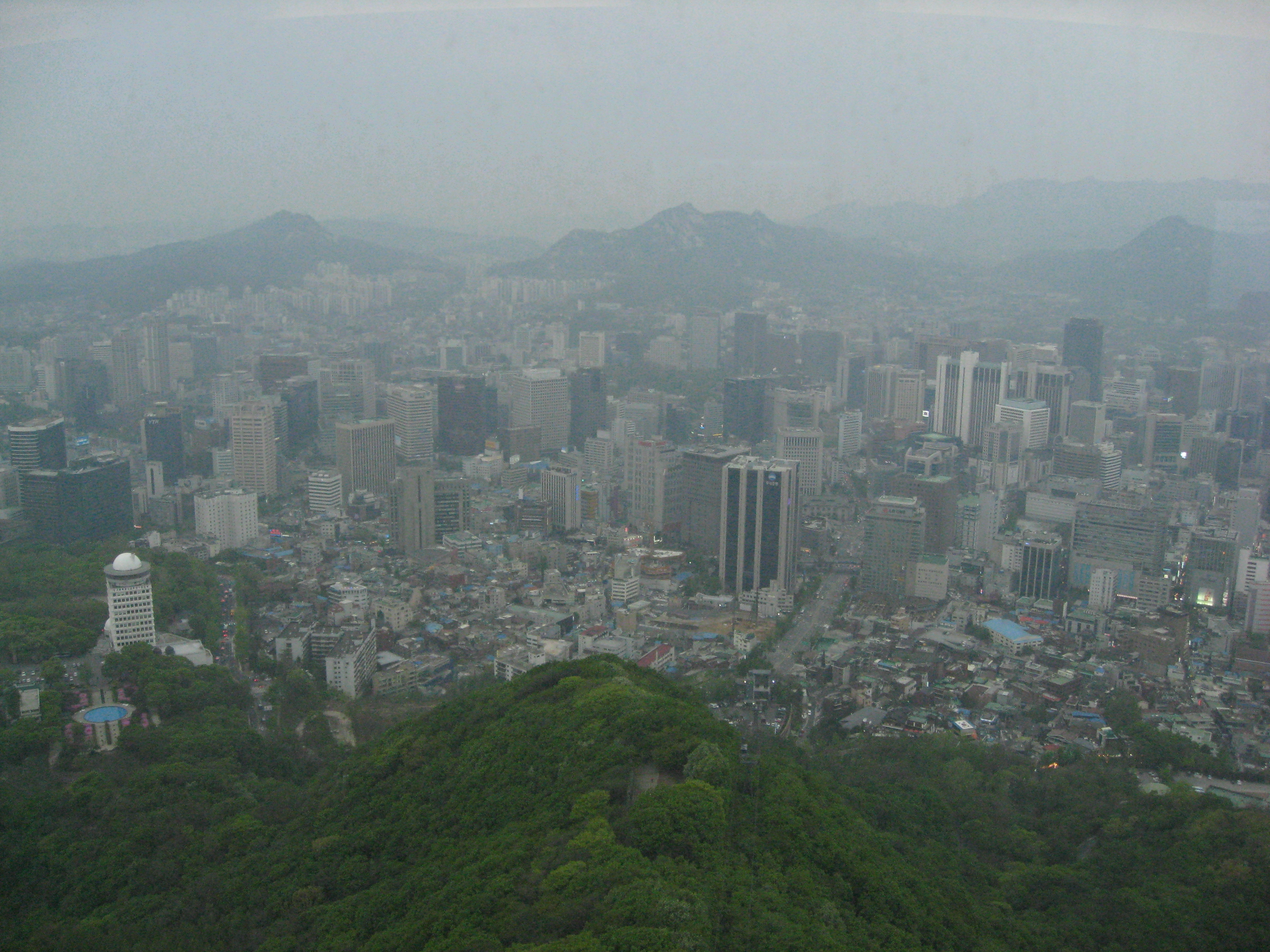
서울 상공을 뒤덮은 황사. (2008년 4월 25일)

바람에 의해 지표의 토양 일부가 대기 중으로 올라가서 먼 곳까지 이동하기 위해서는 여러 가지 조건이 필요하다. 우선 이들 토양 일부를 대기 중으로 옮길 수 있는 강한 바람이 있어야 하고, 지표면의 토양은 흙가루가 매우 작고 건조하여야 하며, 지표면에 식물 군락 등이 형성되어 토양 일부가 공중으로 떠오르는 것을 방해해서는 안 된다.
황사의 발원지인 중국과 몽골의 사막지역과 그 일대는 황사가 만들어지기에 적합한 조건을 가지고 있다.
황사가 발생하는 지역의 대부분은 해발 약 1000m 이상에 있어서 강한 바람을 타고 한반도 등 동북아 지역으로 이동하기가 더욱 수월하다. 특히, 눈이나 비가 적게 내리는 경우 황사는 더욱 심해진다.
지구온난화의 영향으로 사막화가 가속되고 있는 중국의 반건조지역은 기후의 영향을 민감하게 받아서, 겨울철 가뭄이 심한 경우 지표가 매우 건조해져서 봄철에 강한 바람에 의해서 대기 중에 황사가 발생한다.
황사 발원지는 편서풍대에 위치함에 따라 서쪽에서 동쪽으로 바람이 분다. 특히, 봄철에는 강한 저기압이 주로 만주 쪽에 자리잡게 됨으로써 강한 바람의 풍향이 한반도와 일본으로 향하게 되고, 이러한 조건이 만족되면 황사가 발생하게 된다.

## 역사상의 기록

#### 고대 (기원전 57년 ~ 기원후 938년)
| 연도 | 왕조   | 기타                         |
| ---- | ------ | ---------------------------- |
| 174  | 신라   | 우토(雨土)의 최초 기록       |
| 379  | 백제   | 하루종일 우토(雨土)발생      |
| 389  | 신라   | -                            |
| 606  | 백제   | 백제 도읍에서 우토(雨土)발생 |
| 627  | 신라   | -                            |
| 644  | 고구려 | 겨울철에 붉은 눈이 내림      |
| 770  | 신라   | -                            |
| 780  | 신라   | -                            |
| 850  | 신라   | -                            |

한국에서 나타나는 황사에 관한 최초의 기록은 삼국시대에서 찾을 수 있다. 당시 신라시대의 아달라왕 21년(174년) 에 우토(雨土)라는 기록이 나온다. 여기서 우(雨)란 빗방울을 의미한다기보다는 떨어진다는 움직임으로 해석 되며 토(土)는 토양을 의미하므로, 이는 지금의 황사를 뜻한다고 할 수 있다. 삼국사기에는 이 해에 우물이 마르는 등 가물었다고 기록되어있다. 이 후에도 379년과 606년에 백제에 하루 종일 우토 현상이 있었다고 기록되어 있으며 389년과 627년에는 신라에서 우토 현상을 발견할 수 있다. 신라에서는 770년, 780년, 850년에 각각 우토에 관한 기록이 남아있다. 우토라는 용어가 쓰인 기록 외에도 고구려에서 644년에 붉은색 눈이 내렸다는 기록이 있는데 이는 황사에 의한 것이라 할 수 있다.

#### 고려시대(918년~1392년)
총 59건 64일간의 황사기록이 남아있으며 봄철의 기록이 가장 많으며 여름에는 기록이 없다.

#### 조선시대(1392년~1910년)
조선시대에는 세종 23년에 측우기가 고안되는 등 다양한 과학기술이 발달하여 기상현상의 관측과 기록이 더욱 활발해졌다. 조선왕조실록 명종조를 보면, 1550년에는 한양에서 흙이 비처럼 떨어졌으며 전라도 지방에는 지붕과 밭, 잎사귀에 누렇고 허연 먼지가 덮였다고 표현되어있다. 또한 강수, 비, 안개, 우박 등 다른 기상현상에 동반된 황사현상 기록도 찾을 수 있다. 황사기록은 16세기에 가장 많으며, 임진왜란 전후 43년간은 전무하다. 조선시대에는 총105건 114일간의 황사기록이 남아있다.

#### 근대(20세기) 이후
근대 관측된 서울에서의 황사일수를 보면 1930년대 말부터 1940년대 초까지의 황사일수가 가장 많았으며 최근에 1980년대에는 황사발생일이 3.9일에서 1990년대에는 7.7일, 2000년 이후에는 12.8일, 2008년은 15.29로 증가하고 있다. 지난 100년 동안 대부분의 황사현상(약85%)은 봄철 4월에 관측되었으며 겨울에도 이따금 나타났다.
서양선교사의 기록에 황사를 '흑비'(흙비)라고 불렀다는 기록이 있다.

## 국가별 황사의 분류
황사의 발원지 바로 동쪽에 근접한 중국, 한국, 일본이 황사의 피해를 가장 심하게 입으며, 황사를 분류하는 방법에는 각 나라 별로 차이가 있다. 특히 황사의 피해에 가장 민감한 중국이 그 분류가 세분되어있다.
| 국명     | ‘황사’가 보이는 날씨의 명칭                                                     | 판정에 사용하는 기상 요소          | 각국의 기준 |
| -------- | ------------------------------------------------------------------------------- | ---------------------------------- | --- |
| 중국     | - 모래먼지 날씨 - 모래폭풍 날씨 - 강한 날씨에 대해서 흑풍(黑風)이라는 용어 사용 | 시정과 풍속                        | - 부진(浮塵) - 시정 10km이하 - 양사(揚砂) - 시정 1~10 km - 사진폭(砂塵暴) - 시정 1km이하 - 강사진폭(強砂塵暴) - 시정 500m이하 - 순간풍속 17.2m/s이상 - 극강사진폭(極強砂塵暴) - 시정 50m이하 - 순간풍속 24.5m/s이상                                         |
| 대한민국 | - 황사                                                                          | 시정과 대기 에어로졸(aerosol) 농도 | - 시정을 목측하여 레벨0, 레벨1, 레벨2로 나눈다. - 약한 황사 - 1시간평균 미세먼지(PM10) 농도가 400㎍/m3 미만일 때 - 강한 황사 - 1시간평균 미세먼지(PM10) 농도가 400~800㎍/m3 정도일 때 - 매우 강한 황사 - 1시간평균 미세먼지(PM10) 농도가 800㎍/m3 이상일 때 |
| 일본     | - 황사                                                                          | 시정                               | - 시정 10km이하 - 관측 담당자의 판단으로 결정 |

## 피해

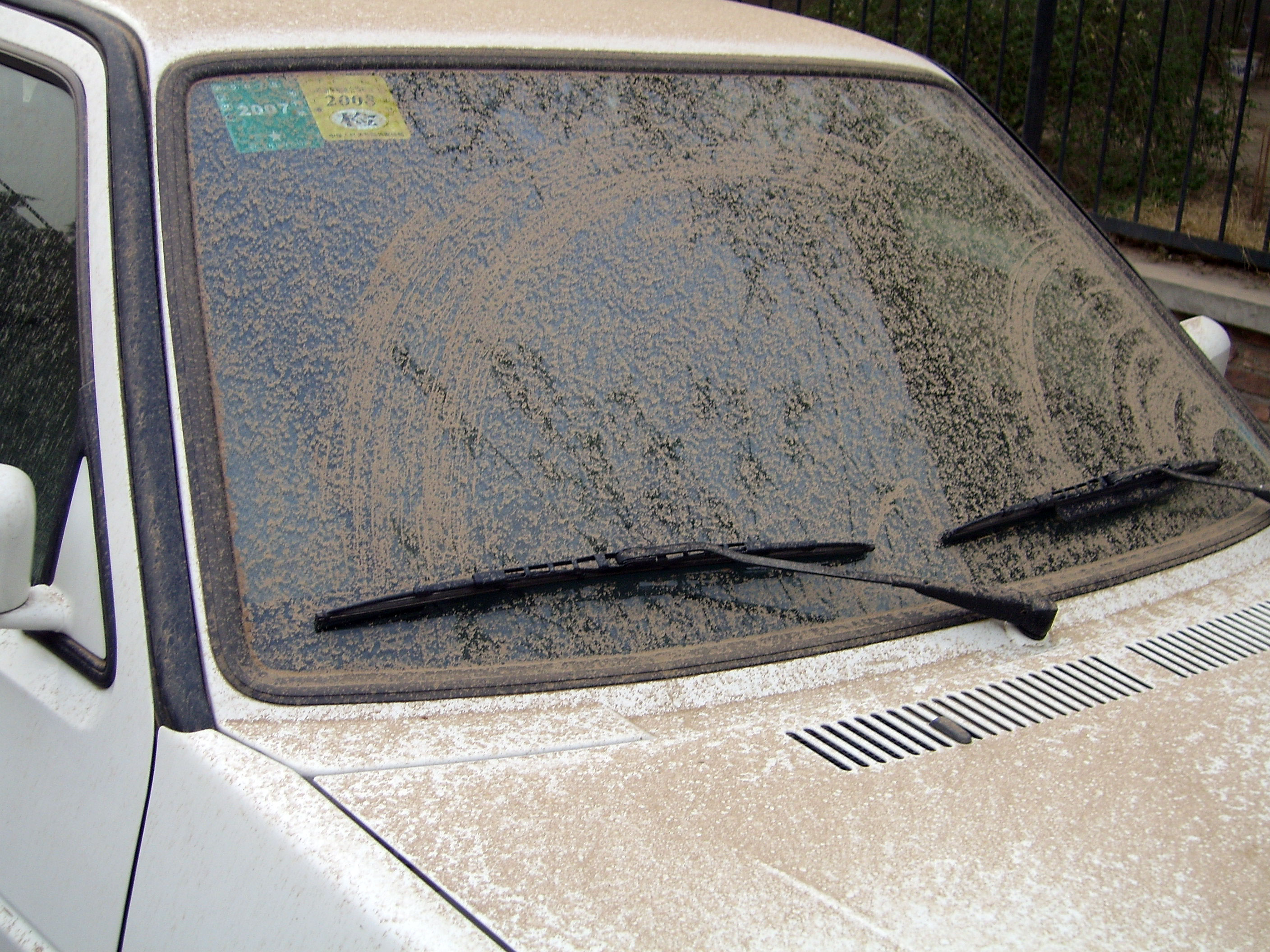
자동차에 쌓인 황사 입자들. (2006년 베이징)

황사는 태양의 일사량을 감소시키며, 폐호흡기 환자와 조기 사망자를 늘리고, 항공, 운수, 정밀산업 등에 많은 피해를 준다.
황사가 부는 지역은 시계가 줄어들며, 황사 먼지는 기관지의 자극이나 천식 외에도 여러 방면에서 일반인의 건강에 위협을 준다. 황사가 불 때에는 그 심한 정도에 따라 집 밖에서 활동을 피하도록 권고하고 있다. 천식이나 다른 호흡기 질환 환자에게 황사는 치명적일 수 있다. 황사 먼지의 피해 지역에서는 사망률이 1.7% 증가했다는 조사 결과가 발표되기도 하였다.
모래 자체는 토양에 해롭지 않지만, 황을 배출하여 산성비의 원인이 된다. 모래 폭풍은 또한 토양의 질을 저하시켜 농지를 파괴하며, 재와 그을음, 중금속이 축적되기도 한다.
황사와 함께 내리는 오염된 비는 송충이를 죽이는 효과가 있으며, 사람의 피부에 매우 해롭다.
황사가 한번 발생하면 동아시아 상공에 떠도는 미세먼지의 규모는 약 100만t에 이른다. 이 가운데 한반도에 쌓이는 먼지는 15t 짜리 덤프트럭 4,000대에서 5,000대 분량인 46,000t에서 86,000t에 달하는 것으로 추정된다.

### 오염물질
황(산성비의 원인 중 하나), 그을음, 재, 일산화탄소, 기타 중금속(수은, 카드뮴, 크롬, 비소, 납, 아연, 구리 등)과 발암물질을 포함한 독성 오염물질들은 종종 모래 폭풍을 동반하며, 바이러스, 세균, 곰팡이, 기생충, 항생물질, 석면, 제초제, 플라스틱 조각, 연소 생성물, 프탈레이트 등을 포함하기도 한다.

### 나라별 피해
중국
베이징이 황사의 근원지에 가까이 위치하여 매년 초 피해를 입는다. 1988년 4월말에는 모래폭풍으로 베이징 공항이 폐쇄되어 큰 피해를 입었다.
대한민국
2002년의 황사 피해액은 연간 5조 5천억 원에 달했다. 즉, 국민 1인당 11만 7천원씩의 피해를 보았다. 한국환경정책평가연구원에서는 2005년 발표를 통해, 대한민국에서는 황사로 인해 한해 최대 181만 7천여 명이 병원치료를 받고 165명이 사망하기도 하며 유·무형의 피해를 화폐 단위로 환산할 경우 한해 최대 7조 3천억여원에 이른다고 밝혔다. 또 전국 1천명을 대상으로 2000년∼2004년 황사피해 경험 유형을 설문조사한 결과 35.4%가 연평균 2차례꼴로 황사로 인한 질환을 앓은 적이 있는 것으로 조사되었다. 최근의 황사는 규소, 철, 알루미늄, 납, 카드뮴 성분이 들어 있어 대기중 중금속 농도를 높이는 것으로 알려졌다.

## 방지 대책
환경장관회의(TEMM)은 중국, 대한민국, 일본의 환경장관들이 모여서 환경에 대해 논의하는 자리이다. 최근 황사에 의한 피해가 증가하면서 TEMM에서 황사와 관련된 논의가 많이 이루어지고 있다.

### 중국
황사의 발원지인 중국과 몽골의 경우 황사문제를 오염이라기보다는 사막화로 인한 천연재해라는 관점에서 접근한다. 따라서 중국의 황사 피해 방지 노력은 어떻게 하면 사막화를 막을 것인가로 나타난다. 따라서 중국은 생물학적 대책· 프로젝트의 전개· 산업 구조조정 조치 등을 실행하고 있다.

### 대한민국
대한민국의 경우 발생원인이 중국과 몽골이고 대한민국은 단지 황사의 피해지역이라는 점에서, 피해의 조기예보에 대한민국 국내의 노력이 집중되어 왔다. 즉 황사가 편서풍을 타고 필연적으로 대한민국의 국경 내로 들어오게 되어 있는 만큼, 황사의 발생부터 이동까지의 경로 및 그 영향을 미리 예보함으로써 피해를 최소화하자는 것이다. 황사예보 단계는 아래와 같다.
황사경보황사로 인해 1시간 평균 미세먼지(PM10) 농도 800㎍/m3 이상이 2시간 이상 지속될 것으로 예상될 때
황사주의보황사로 인해 1시간 평균 미세먼지(PM10) 농도 400㎍/m3 이상이 2시간 이상 지속될 것으로 예상될 때
하지만 황사예보만으로는 본질적인 피해 예방이 될 수 없다. 따라서 최근 동북아시아 황사대응 지구환경기금(GEF)사업 참여하여 황사문제에 대한 근본적인 해결방안을 마련하려고 노력 중이다. GEF사업은 한·중·일·몽골 및 유엔환경계획(UNEP), 아시아개발은행(ADB), 아시아태평양경제사회위원회(ESCAP) 등 관련 국제기구가 공동으로 황사문제에 대응하기 위한 것인데, 지역협력체제 구축, 황사 모니터링, 조기경보 네트워크 구축 프로그램 준비 및 8개 황사방지 시범사업지역을 선정하여 시범사업 실시 등을 계획하고 있다.

#### 나무심기
2009년 4월 한국광해관리공단은 몽골 투브 주 정부와 "광해(鑛害) 복구를 위한 조림사업 및 활용"에 관한 양해각서(MOU)를 체결했다. 이에 따라 한국광해관리공단은 몽골 정부로부터 여의도 면적의 약 33배에 해당하는 1만ha(3천만평)의 조림지를 무상으로 제공받아 50년간 쓸 수 있게 되었다. 향후 사업 결과에 따라 무상 조림지 규모를 50만ha까지 확대하기로 하였다.

### 일본
일본의 경우 중국과 대한민국에 비해 비교적 황사의 피해가 적은 지역으로 자본과 기술력으로 황필터를 설치하여 황사의 피해를 막고자한다.

### 미국
미국은 ACE-Asia(Aerosol Characterization Experiment - Asia)을 통하여 아시아지역의 에어로솔 특성 관찰 및 연구에 노력하고 있다.

## 참고 자료
- 정서용, 동북아시아 환경협력 : 황해와 황사, 집문당, 2005
- 이와사카 야스노부 저, 김태호 역, 황사 그 수수께끼를 풀다, 푸른길, 2008
- 21세기평화연구소 편, 황사黃砂, 동아일보사, 2004
- 강광규, "대기오염으로 인한 사회적 피해 비용," KEI 보도자료, 한국환경정책평가연구원(2002)
- C.DONALD AHRENS 저, 민경덕 역, 대기환경과학, 시그마프레스, 2006
- 농촌진흥청, 황사 2004년 3월호
- 기상청, 황사예보법 2002
- 환경부, 황사의 영향과 대책 2002
- 환경부, 동북아 황사대응 GEF 사업 관계부터·전문가 회의 자료집
- Y. Chun, Long Transport of YellowSand with Special Emphasis onthe Dust Rise Conditions in the Course Region (Ph.D. thesis, Seoul National University, 1996)
- Y.S.Chung and M.B.Yoon, "On the occurrence of yellow sand and atmospheric loadings." Stmos. Environ., Vol.30(1996)

## 같이 보기
- 녹색장성